# Sarila (stato)
Lo Stato di Sarila fu uno stato principesco del subcontinente indiano, avente per capitale la città di Sarila.

## Storia
Il maharaja Chattarsal del clan Bundela dei Rajputs conquistò l'area oggi nota come Bundelkhand dai moghul nel XVII secolo. Uno dei suoi nipoti, raja Pahar Singh di Jaitpur, ricevette il territorio di Sarila, vi costruì una fortezza nel 1755 ed in quell'anno istituì un principato di 91 km², utilizzando il titolo di raja.
Nel 1807 Sarila accettò il protettorato britannico e divenne uno stato parte dell'Agenzia del Bundelkhand. Con una popolazione di 6 298 abitanti nel 1901, aveva una rendita di 59.147 rupie.
Lo stato cessò di esistere il 1 gennaio 1950 con l'entrata a far parte dell'Unione Indiana e la formazione dello stato di Madhya Pradesh.

## Governanti
La famiglia regnante ebbe il titolo di Raja.

### Raja
- Raja AMAN Singh, r. 1755/1788, figlio di raja Pahar Singh di Jaitpur, m. 1778
- Raja TEJ Singh, r. 1788/1818, figlio del precedente
- Raja ANIRUDH Singh, r. 1818/1842, figlio del precedente
- Raja HINDUPAT Singh, r. 1842/1871, morto senza eredi
- Raja KHALLAK Singh, r. 1871/1882, figlio di Kunwar Samar Singh, figlio a sua volta di Kunwar Bakht Singh (un discendente del raja Jagatraj Singh di Jaitpur), venne adottato per accedere al trono di Sarila, m. 1882
- Raja PAHAR Singh, r. 1882/1898, n. 1875, figlio del precedente, m. 1898
- Raja MAHIPAL Singh Ju Deo, r. 1898/1947, C.S.I. [cr.1939], n. postumo l'11 settembre 1898 figlio del precedente, investito di pieni poteri il 5 novembre 1919; m. 1983
- .... -reggente 11 settembre 1898 – 5 novembre 1919